# Ubľa, Snina
Ubľa este o comună slovacă, aflată în districtul Snina din regiunea Prešov, pe malul râului Ublianka⁠(d). Localitatea se află la altitudinea de 224 m deasupra n.m., se întinde pe o suprafață de 29 km2 și în 2017 număra 782 de locuitori. Se învecinează cu Brezovec, Ulič, Velîkîi Bereznîi, Malîi Bereznîi, Dúbrava, Michajlov, Snina, Klenová și Ruská Volová, Snina.

## Istoric
Localitatea Ubľa este atestată documentar din 1414.

## Demografie
| An:                | 1994 | 2004   | 2014   | 2024   |
| ------------------ | ---- | ------ | ------ | ------ |
| Număr de persoane: | 869  | 873    | 794    | 760    |
| Diferență:         |      | +0,46% | −9,04% | −4,28% |

| An:                | 2023 | 2024   |
| ------------------ | ---- | ------ |
| Număr de persoane: | 774  | 760    |
| Diferență:         |      | −1,80% |